# 앰비션 (음악 그룹)
앰비션은 대한민국의 음악 그룹이다. 현재 일본에서 활동 중이다.

## 음반
- INCEPTION (2023)

## 공연
- AMBITION Pre Debut Concert In Japan (Let's Play) (2022)